# Кёрби, Бруно
Бру́но Кёрби (англ. Bruno Kirby), настоящее имя — Бру́но Джова́нни Квидачо́лу-младший (англ. Bruno Giovanni Quidaciolu, Jr.; 28 апреля 1949, Нью-Йорк, Нью-Йорк, США — 14 августа 2006, Лос-Анджелес, Калифорния, США) — американский актёр и режиссёр. Он был известен своими ролями в фильмах «Городские Пижоны», «Когда Гарри встретил Салли», «Доброе утро, Вьетнам», «Крёстный отец 2» и «Донни Браско». Он озвучил Реджинальда Стоута в «Стюарт Литтл». За свою 37-летнюю кинокарьеру, длившуюся с 1969 до 2006 года, снялся в 69-ти фильмах и телесериалах и снял два сериала. Сын актёра Брюса Кёрби и его первой жены Люсиль Гарибальди. С 29 сентября 2003 года и до своей смерти был женат на актрисе Линн Селлерс. Умер от лейкемии.

## Ранняя жизнь
Кёрби родился в Нью-Йорке 28 апреля 1949 года. Его отцом был актёр Брюс Кёрби (Бруно Джованни Квидачолу). Его брат Джон Кёрби — тренер по актёрскому мастерству.
Кёрби учился в Power Memorial Academy.

## Карьера
Кёрби был характерным актёром, чья карьера длилась 35 лет. В 1971 году он дебютировал на экране в драме «Молодые выпускники», хотя три года спустя роль молодого Питера Клеменца в эпическом криминальном фильме «The Godfather Part II (Крёстный отец 2)» подняла его популярность в Голливуде. Летом 1972 года Кёрби в одном из своих первых появлений на телевидении сыграл Энтони Джирелли, сына Джо Джирелли, персонажа Ричарда Кастеллано, в сериале «The Super (Супер)»; Кастеллано играл старшего Пита Клеменцу в «The Godfather (Крёстном отце)».
Среди других его появлений на телевидении были «Room 222 (Комната 222)» и пилотный эпизод M*A*S*H (МЭШ), в котором он изображал персонажа Буна (у него не было реплик). Он также появился в эпизоде Colombo (Коломбо) 1974 года «By Dawn’s Early Light» вместе со своим отцом Брюсом Кёрби и в эпизоде 2 сезона «Seance» Emergency! (Чрезвычайная ситуация!), где он был указан как «Б. Кёрби-младший».
Описанный Леонард Малтин как «типичный житель Нью-Йорка или капризный натурал», Кёрби появлялся в серии комедий, обычно играя быстро говорящих, воинственных, но симпатичных персонажей. Среди его самых известных ролей коллега режиссёра Альберта Брукса в фильме «Modern Romance (Современные романтики)»; разговорчивый водитель лимузина в This Is Spinal Tap (Это — Spinal Tap) (; ревнивый комедийный лейтенант Хаук в « Good Morning, Vietnam (Доброе утро, Вьетнам)»; и хитрый помощник Марлона Брандо — пародия на его роль Крёстного отца — в «The Freshman (Первокурсник)». Кёрби уравновешивал комедии драматическими ролями, как в Donnie Brasco (Донни Браско) в роли двуликого гангстера.
Кёрби появился с Билли Кристал в фильмах «When Harry Met Sally…(Когда Гарри встретил Салли…» 1989) и «City Slickers (Городские Пижоны)» (1991). В обоих персонаж Кёрби был самоуверенным лучшим другом персонажа Кристал. Кёрби отказался сниматься в City Slickers II: The Legend of Curly’s Gold, так как не были внесены изменения в сценарий, и впоследствии был заменен Джоном Ловицем.
В 1991 году Кёрби дебютировал на Бродвее, заменив Кевина Спейси в «Затерянных в Йонкерсе» Нила Саймона. В последнее десятилетие своей жизни он добился успеха в Stuart Little (Стюарте Литтле) и всё чаще работал на телевидении. Он снялся в роли Барри Шека в драме CBS 2000 года «Американская трагедия», сыграл осуждённого условно-досрочно в эпизоде третьего сезона сериала «Убойный отдел», а также снял эпизод для этого шоу.
Он появился в сериале HBO Entourage (Красавцы) в сезоне 3, эпизоде 4 «Guys and Doll» в роли киномагната Фила Рубинштейна.
Его пригласили в состав Актерской студии в 2006 году, менее чем за полгода до его смерти.

## Личная жизнь и смерть
Кёрби, как и его персонаж в This is Spinal Tap, был фанатом Фрэнка Синатры. В конце 1970-х ему нравилось играть в софтбол. У него также была сильная аллергия на лошадей, и ему требовались делать ежедневные прививки от аллергии на съемках «City Slickers (Городские пижоны)» (это было одной из причин, по которой он отказался вернуться в «City Slickers II: The Legend of Curly’s Gold»).
Кёрби женился на Линн Селлерс 29 сентября 2003 года. Они были в браке до конца его жизни, до 2006 года.
Он родился в один день и месяц со своим отцом, актёром Брюсом Кёрби (28 апреля).
Кёрби умер 14 августа 2006 года в возрасте 57 лет от осложнений, связанных с лейкемией.

## Фильмография
| Год       |    | Русское название                        | Оригинальное название                           | Роль |
| --------- | -- | --------------------------------------- | ----------------------------------------------- | --- |
| 1969      | ф  | Комната 222                             | Room 222                                        | Хёрби Констадайн Сезон 1 Серия 1 — Richie’s Story (Сентябрь 17, 1969) Сезон 2 Серия 2 — Naked Came We Into the World (Сентябрь 24, 1969) Сезон 3 Серия 6 — Suitable for Framing (Октябрь 22, 1971) Сезон 4 Серия 9 — Walt Whitman Goes Bananas (Ноябрь 10, 1972) Сезон 5 Серия 5 — Twenty-Five Words or Less (Октябрь 26, 1973) |
| 1971      | ф  | Молодые выпускники                      | The Young Graduates                             | Лес |
| 1972      | с  | Супер                                   | The Super                                       | Энтони Гирэлли Сезон 1 Серия 1 — The Super’s Apprentice (Июнь 21, 1972) Сезон 1 Серия 2 — The Automated Super (Июнь 28, 1972) Сезон 1 Серия 3 — The Matchmaker (Июль 5, 1972) Сезон 1 Серия 4 — This Building Is Condemned (Июль 12, 1972) Сезон 1 Серия 5 — Joe’s Scheme (Июль 19, 1972) Сезон 1 Серия 6 — Joe’s Affair (Июль 26, 1972) Сезон 1 Серия 7 — Facts of Life (Август 2, 1972) Сезон 1 Серия 8 — The Plague (Август 9, 1972) Сезон 1 Серия 9 — The Fat Cop (Август 16, 1972) Сезон 1 Серия10 — Joe’s Extra Ticket (Август 23, 1972) |
| 1972      | с  | МЭШ                                     | M*A*S*H                                         | рядовой Лоренцо Бун (в пилотной серии) |
| 1973      | с  | Чрезвычайная ситуация!                  | Emergency!                                      | Кен Сезон 2 Серия 18 — Seance (Февраль 24, 1973) |
| 1973      | ф  | Суперпапа                               | Superdad                                        | Стэнли |
| 1973      | ф  | Свободу Синдирелле                      | Cinderella Liberty                              | Олкотт |
| 1973      | ф  | Эксперимент Хэрред                      | The Harrad Experiment                           | Гарри Шахт |
| 1973      | ф  | Лето без парней                         | A Summer Without Boys                           | Квинси |
| 1974      | с  | Коломбо                                 | Columbo                                         | Кадет Морган Сезон 4 Серия 3 — By Dawn’s Early Light (Октябрь 27, 1974) |
| 1974      | ф  | Крёстный отец 2                         | The Godfather Part II                           | Пит Клеменца (в молодости) |
| 1975      | с  | Коджак                                  | Kojak                                           | Кит Уикс Сезон 2 Серия 17 — Acts of Desperate Men (Январь 12, 1975) |
| 1976      | ф  | Парень из морской пехоты                | Baby Blue Marine                                | Поп Мосли |
| 1976      | с  | Дельвеккио                              | Delvecchio                                      | В титрах не указан Серия — Board of Rights (1976) |
| 1977      | ф  | Между строк                             | Between the Lines                               | Дэвид Энтвистл |
| 1978      | ф  | Почти лето                              | Almost Summer                                   | Бобби Де Вито |
| 1979      | с  | Детективная школа                       | Detective School                                | Марвин Сезон 2 Серия 10 -The Bank Job (Ноябрь 24, 1979) |
| 1980      | ф  | Там, где бродит бизон                   | Where the Buffalo Roam                          | Марти Льюис |
| 1980      | ф  | Граница                                 | Borderline                                      | Джимми Фантес |
| 1981      | ф  | Современные романтики                   | Modern Romance                                  | Джей |
| 1981      | с  | Специальное предложение после школы ABC | ABC Afterschool Special                         | Должностной Сезон 9 Серия 6 — Run, Don’t Walk (Март 4, 1981) |
| 1982      | ф  | Миллион долларов Инфилд                 | Million Dollar Infield                          | Лу Бономато |
| 1983      | ф  | Поцелуй мою дробь                       | Kiss My Grits                                   | Флэш |
| 1982      | с  | Слава                                   | Fame                                            | Марти Швартц Сезон 2 Серия 11 — Homecoming (Декабрь 9, 1982) |
| 1983      | с  | Хилл-стрит блюз                         | Hill Street Blues                               | Льюис Сезон 4 Серия 10 — The Russians Are Coming (Декабрь 15, 1983) |
| 1984      | ф  | Это — Spinal Tap                        | This Is Spinal Tap                              | Томми Пишедда (водитель лимузина) |
| 1984      | с  | Бьюкенен Хай                            | Buchanan High                                   | Мистер Прескотт Сезон 1 Серия 1 — Editor and Chief (Октябрь 21, 1984) Сезон 1 Серия 4 — Deadline (1984) |
| 1984      | ф  | Птаха                                   | Birdy                                           | Филл Ренальди |
| 1985      | ф  | Плоть и кровь                           | Flesh and Blood                                 | Орбек (наёмник) |
| 1987      | ф  | Алюминиевые человечки                   | Tin Men                                         | мышь |
| 1987      | ф  | Доброе утро, Вьетнам                    | Good Morning, Vietnam                           | лейтенант Стивен Хоук |
| 1989      | ф  | Когда Гарри встретил Салли              | When Harry Met Sally...                         | Джес |
| 1989      | ф  | Берт Ригби, ты дурак                    | Bert Rigby, You're a Fool                       | Кайл ДеФорест |
| 1989      | ф  | Мы — не ангелы                          | We're No Angels                                 | помощник шерифа |
| 1989—1990 | с  | Это шоу Гарри Шендлинга                 | It's Garry Shandling's Show                     | Брэд Бриллник Сезон 3 Серия 9 — Save Mr. Peck’s: Part 1 (Февраль 3, 1989) Сезон 3 Серия 10 — Save Mr. Peck’s: Part 2 (Февраль 10, 1989) Сезон 4 Серия 2 — Take My Wife, for Example (Ноябрь 17, 1989) Сезон 4 Серия 5 — Dinner at Eddy King’s House (Декабрь 8, 1989) Сезон 4 Серия 9 — The Wedding Show (Февраль 9, 1990) Сезон 4 Серия 16 — Mad at Brad (Май 4, 1990) Сезон 4 Серия 17 — The Last Show (Май 11, 1990) Сезон 4 Серия 18 — The Talent Show (Май 18, 1990)                                                                      |
| 1990      | ф  | Первокурсник                            | The Freshman                                    | Виктор Рэй |
| 1991      | ф  | Городские пижоны                        | City Slickers                                   | Эд Фурилло |
| 1991      | с  | Сказки из склепа                        | Tales from the Crypt                            | Билли Палома Сезон 3 Серия 3 — The Trap (Июнь 15, 1991) |
| 1992      | ф  | Хоффа                                   | Hoffa                                           | юморист |
| 1992      | ф  | Мастергейт                              | Mastergate                                      | Абель Лэмб |
| 1993      | с  | Падшие ангелы                           | Fallen Angels                                   | Тони Рисик |
| 1993      | ф  | Золотые ворота                          | Golden Gate                                     | Рон Пирелли |
| 1993—1998 | с  | Фрэйзер                                 | Frasier                                         | Марко (голос) Сезон 1 Серия 7 — Call Me Irresponsible (Октябрь 28, 1993) |
| 1993—1998 | с  | Шоу Ларри Сандерса                      | The Larry Sanders Show                          | Он сам Сезон 2 Серия 8 — Artie’s Gone (Июль 14, 1993) Сезон 5 Серия 10 — The Book (Февраль 5, 1997) Сезон 5 Серия 12 — The Roast (Февраль 19, 1997) Сезон 6 Серия 10 — Putting the 'Gay' Back in Litigation (Май 17, 1998) Сезон 6 Серия 11 — Flip (Май 31, 1998) |
| 1994—1995 | с  | Позднее шоу с Дэвидом Леттерманом       | Late Show with David Letterman                  | Полицейский на грани 19 Января 1994 — Сезон 1, Серия 97: Kathie Lee Gifford, Aaron Neville, Bruno Kirby Серия 10 Февраль, 1994 Серия 4 Май 1995 Серия #2.214 (Август 10, 1995) |
| 1995      | с  | Убойный отдел                           | Homicide: Life on the Street                    | Виктор Хелмс Сезон 3 Серия 20 — The Gas Man (Май 5, 1995) |
| 1995      | ф  | Дневники баскетболиста                  | The Basketball Diaries                          | Живчик |
| 1996      | ф  | Спящие                                  | Sleepers                                        | мистер Каркатэрра |
| 1996      | с  | Без ума от тебя                         | Mad About You                                   | Вёрджил Сезон 5 Серия 9 — The Gym (Декабрь 17, 1996) |
| 1997      | ф  | Донни Браско                            | Donnie Brasco                                   | Никки Сантора |
| 1999      | ф  | Шпионские игры                          | History Is Made at Night / Spy Games            | Макс Фишер |
| 1999      | с  | Сказочные истории для всех детей        | Happily Ever After: Fairy Tales for Every Child | Великий (озвучка) Сезон 3 Серия 2 — Ali Baba and the Forty Thieves (Июль 14, 1999) |
| 1999      | ф  | Стюарт Литтл                            | Stuart Little                                   | голос Реджинальда Стоута |
| 1999      | ф  | Жизнь по наклонной                      | A Slipping-Down Life                            | Кидди Эйкерс менеджер |
| 2000      | тф | Американская трагедия                   | American Tragedy                                | Барри Шек |
| 2001      | с  | Биография                               | Biography                                       | Рассказчик (голос) Bobby Darin: I Want to Be a Legend (Август 29, 2001) |
| 2001      | ф  | Одноглазый Король                       | One Eyed King                                   | Микки |
| 2004      | ф  | Кавардак                                | Helter Skelter                                  | Винсент Баглиозе |
| 2004      | с  | Присяжные                               | The Jury                                        | Кармэн Пинтоцци Сезон 1 Серия 10 Too — Jung to Die (Август 6, 2004) |
| 2006      | ф  | Сыграно                                 | Played                                          | детектив Эллен |
| 2006      | ф  | Красавцы                                | Entourage                                       | Фил Рубенштайн Сезон 3 Серия 4 — Guys and Doll (Jul 2, 2006) |

## Награды и номинации
В 1992 году был номинирован на American Comedy Awards за самую смешную роль в фильме City Slickers..